# Тейссен, Феликс
Феликс Тейссен (нидерл. Felix Thijssen, 24 ноября 1933, Рейсвейк, Южная Голландия — 26 июля 2022) — нидерландский писатель, автор ряда фантастических, остросюжетных и детективных романов, научно-популярных книг и книг для детей, а также сценариев для кино- и телефильмов. Его произведения получили несколько государственных премий.

## Биография
Феликс Тейссен родился 24 ноября 1933 року в городке Рейсвейк, близ Гааги (провинция Южная Голландия). Кроме него, в семье было ещё шестеро детей. С началом Второй мировой войны отец Тейссена, журналист, оставил семью и переехал за границу. В школьные годы Феликс работал на киностудиях, фермах, а также какое-то время гидом, позже трудился на фабрике лимонада и продавал автомобили. В 1950 году, в возрасте 17 лет, написал своё первое произведение в детективном жанре, под названием De man met de bolhoed (рус. «Человек в котелке»).
В 1952 году Феликс переехал во Францию, где жил его отец, научивший его немецкому и латинскому языку; в 1952 — 1954 годах Тейссен преподавал английский язык в местном иезуитском монастыре. Во время своего пребывания во Франции Тейссен написал ещё один рассказ Een zomermorgen (рус. «Летним утром»), опубликованное в бельгийском журнале Het Volk. На гонорар за этот рассказ Тейссен приобрёл печатную машинку.
В 1955 году он вернулся в Нидерланды, где в течение следующих 15 лет работал журналистом в таких изданиях, как Het Binnenhof, De Nieuwe Pers и Het Centrum.
В 1970 году Тейссен приобрёл старую ферму в деревне Акой (провинция Гелдерланд), близ городка Асперен, планируя полностью посвятить себя творчеству. На то время в его творческом наследии уже были 2 романа, несколько детских книг и радиопьес. В 1971—1979 годах Тейссен написал около 15 произведений в жанре научной фантастики, включая серию из восьми книг про Космического Исследователя Марка Стивенса и тетралогию про Арне Най Стерзона (Arne Nay Sterzon). Благодаря этим произведениям Тейссен стал первым известным нидерландским писателем в этом жанре.
Также Феликс Тейссен написал под псевдонимом Руард Лансер (Ruard Lanser) серии приключенческих книг про приключения Роба Сталмана, вестернов с главным героем по имени Винс Робберс и несколько триллеров про Сандера Вулфа. В 1974 году Тейссен написал сценарий к книге Тона Кортромса Help, de dokter verzuipt (рус. «Спасите, доктор утонул!»).
В 1980 году Тейссен переехал в Ирландию, где написал триллер Eindspel (рус. «Конец игры»); в этом же году вышли его книги из серии про Чарли Манна «Ранение на охоте» и «Вильдсхут» (нидерл. Wildschut); последнюю экранизировали в 1985 году. В 1981 году Тейссен вернулся в Нидерланды, где сперва поселился в Бейзихеме, потом в Маурике, позже — в Румпт-ан-де-Линге. В этом же, 1981 году, он написал научно-популярную книгу «Руководство по выживанию», которая была опубликована в 1984 году, после выхода на экраны фильма «Послезавтра», под названием «Послезавтра: как пережить ядерную войну».
С 1983 года Тейссен также написал сценарии к телевизионным сериалам, в том числе Nederlanders Overzee (рус. «Голландцы за морем»), Iris (рус. «Ирис»), Bureau Kruislaan (рус. «Бюро Крейслан»), Coverstory и Unit 13 (рус. «Подотдел 13»). В 1984 году Тейссен написал сценарий для фильма «Убийство в экстазе» по произведению писателя Аппи Бантьера. С 1998 года писатель работает над серией книг «Тайны Макса Винтера». За первую книгу серии, «Клеопатра», Тейссен получил в 1999 году награду Gouden Strop, главную нидерландскую премию за лучший криминальный роман на нидерландском языке. На эту награду номинировались ещё две книги Тейссена, Onder de Spekboom (1997) и Het Diepe Water (2006). Последняя в 2006 году получила награду Diamanten Kogel, бельгийскую премию за лучшее произведение на нидерландском языке.
В 1970-х—1980-х годах Тейссен также занимался переводами произведений англоязычных писателей, в том числе, Гарри Гаррисона, Артура Кларка, Джона Уиндема и других.
Феликс Тейссен жил с женой Милен во французском регионе Севенны, в старинном имении, где он умер в возрасте 88 лет.

## Произведения

### Серия Max Winter
Самыми известными произведениями Феликса Тейссена являются книги из детективной серии Max Winter, две из них получили международные литературные премии. Главный персонаж серии — частный детектив Макс Винтер.
- Cleopatra (1998)
- Isabelle (1998)
- Tiffany (2000)
- Ingrid (2001)
- Caroline (2001)
- Charlotte (2002)
- Rosa (2003)
- Rebecca (2004)
- Het diepe water (2006)
- De blauwe nacht (2007)
- Esperanza (2008)
- Amanda (2008)
- Lydia (2010)
- Spelen mit vuur (2012)

### Серия Charlie Mann
Другой серией книг Феликса Тейссена является серия триллеров, которую автор начал писать ещё в начале 1980-х годов. Главный персонаж серии — гангстер Чарли Манн. Первая из книг была экранизирована в 1985 году.
- Wildschut (1980)
- Jachtschade (1981)
- Ratteval (1983)
- Ontsnapping (1983, короткий рассказ)
- Koud Spoor (1986)
- Het Koeweit contract (1987)
- De Tweede Man (1988)
- Vuurproef (1990)
- Charlie Mann Thrillers (2001)
- Charlie Mann Thrillers II (2002)

### Романы, не входящие в серии
- Spion te koop (1972) — под псевдонимом Philip Matthews
- Missie naar Moskou (1973)— под псевдонимом Philip Matthews
- De man met de bolhoed (1950-е, не был опубликован)
- Doodsvogel (1985)
- Het Koeweit contract (1987)
- Onder de spekboom (1997)
- De dood van een kroonprins (2002)

### Произведения для детей (под псевдонимом Philip van Akooy)
- Een mand vol dwazen (1972)
- De stunt van Visveer (1972)
- Ver van huis (1973)
- Er sterft een vis teveel (1973)

### Романы для подростков (под псевдонимом Ruard Lanser)

#### серия приключенческих романов «Приключения Роба Стаалмана»
- Komplot in Frankrijk (1970)
- De Noorse verrader (1970)
- Kidnap op zee (1971)
- Paniek in de Dolomieten (1971)
- Het Schotse mysterie (1972)
- Goudroof in Marseille (1972)
- De gestolen compagnie (1973)
- De valse lady (1973)

#### серия вестернов «Приключения Винса Робберса»
- De drie desperado's (1972)
- De man met het zilveren geweer (1972)
- Hinderlaag voor Dove Charley (1973)
- Het gevecht om de Rado V. (1973)
- De schim van Jesse James (1974)
- Dodenzang voor Hawk (1974)

#### серия триллеров про Сандера Вулфа
- De gijzelaars (1974)
- De hersenspoeler (1974)
- De zwendelaar (1975)

#### серия приключенческих романов про индейца Иншо
- Hij, die de zon hoorde ondergaan (1975)
- De dood van Bitazee (1975)